# بول ديشانيل
بول ديشانيل (بالفرنسية Paul Deschanel) سياسي فرنسي.
ولد ديشانيل بتاريخ 13 شباط 1855 بالقرب من بروكسل في بلجيكا، وتوفي في باريس بتاريخ 28 نيسان 1922.
كان ديشانيل نائباً في البرلمان عن منطقة «أور أي لوار» من 1885 إلى 1920، وخلال هذه الفترة شغل منصب رئيس البرلمان مرتين: الأول من 1898 إلى 1902، والثانية من 1912 إلى 1920. انتخب رئيساً للجمهورية الفرنسية في 9 كانون الثاني 1920، استقال من منصبه بتاريخ 21 أيلول من العام نفسه بسبب المرض. في العام التالي انتخب عضواً في مجلس الشيوخ وبقي فيه حتى وفاته.
نظراً لمؤلفاته عن القضايا الاجتماعية أصبح عضواً في المجمع اللغوي الفرنسي عام 1899.

## روابط خارجية
- بول ديشانيل على موقع الموسوعة البريطانية (الإنجليزية)